# Tityus cisandinus
Espèce
Tityus cisandinus est une espèce de scorpions de la famille des Buthidae.

## Distribution
Cette espèce est endémique d'Équateur. Elle se rencontre dans les provinces de Morona-Santiago et de Pastaza.

## Description
Le mâle holotype mesure 72,8 mm et la femelle paratype 70,1 mm.

## Publication originale
- Lourenço & Ythier, 2017 : « Description of Tityus (Atreus) cisandinus sp. n. from Ecuadorian Amazonia, with comments on some related species (Scorpiones: Buthidae). » Arachnida – Rivista Aracnologica Italiana, vol. 15, p. 18–34.